# Icking
Icking település Németországban, azon belül Bajorországban. Lakosainak száma 3732 fő (2023. december 31.). Icking Egling és Münsing községekkel határos.

## Közigazgatás
A település 11 részből áll:
- Alpe
- Attenhausen
- Dorfen
- Holzen
- Icking
- Irschenhausen
- Meilenberg
- Schlederloh
- Schützenried
- Wadlhausen
- Walchstadt

## Népesség
A település népessége az elmúlt években az alábbi módon változott:
| Lakosok száma | 284  | 2077 | 2732 | 3186 | 3653 | 3714 | 3722 | 3722 | 3670 | 3732 |
|               | 1875 | 1950 | 1975 | 1987 | 2012 | 2014 | 2016 | 2017 | 2021 | 2023 |